# 牛頓旋轉軌道定理

圖2：綠行星和藍行星的公轉軌道的半徑相同，但是綠行星的角速度是藍行星的倍。圖1、圖3－圖5展示這類軌道的案例。

在經典力學裏，牛頓旋轉軌道定理（Newton's theorem of revolving orbits）辨明哪種連心力能夠改變移動粒子的角速度，同時不影響其徑向運動（圖1和圖2）。艾薩克·牛頓應用這理論於分析軌道的整體旋轉運動（稱為拱點進動，圖3）。月球和其他行星的軌道都會展現出這種很容易觀測到的旋轉運動。連心力的方向永遠指向一個固定點；稱此點為「力中心點」。「徑向運動」表示朝向或背向力中心點的運動，「角運動」表示垂直於徑向方向的運動。
發表於1687年，牛頓在巨著《自然哲學的數學原理》，第一冊命題43至45裏，推導出這定理。在命題43裏，他表明只有連心力才能達成此目標，這是因為感受連心力作用的粒子，其運動遵守角動量守恆定律。在命題44裏，他推導出這連心力的特徵方程式，證明這連心力是立方反比作用力，與粒子位置離力中心點的徑向距離{\displaystyle r\,\!}的三次方成反比。在命題45裏，牛頓假定粒子移動於近圓形軌道，將這定理延伸至任意連心力狀況，並提出牛頓拱點進動定理（Newton's apsidal precession theorem）。
天文物理學家蘇布拉馬尼揚·錢德拉塞卡在他的1995年關於《自然哲學的數學原理》的評論中指出，雖然已經過了三個世紀，但這理論仍然鮮為人知，有待發展。自1997年以來，唐納德·林登-貝爾（Donald Lynden-Bell）與合作者曾經研究過這理論。2000年，法扎尔·穆罕默德（Fazal Mahomed）與F·瓦乌達（F. Vawda）共同貢獻出這理論的延伸的精確解。

## 歷史背景

從地球觀看到的火星的逆行運動圖案。

過去幾千年來，天文學家有系統地觀測天空中的星體運動，發現各種各樣的恆星有規律地繞行，相對位置永遠保持不變。可是，也有一些星體被觀測到「漫遊」於這些以恆星為背景的前方，其軌跡比較難以捉摸，大多數這種星體被稱為行星。雖然它們通常沿著一條路徑循著同樣方向從天空的這一端移動到那一端（請參閱黃道），但是某些獨特的行星有時候會短暫地逆轉其移動方向，顯示出逆行運動。
為了描述這種忽前忽後的運動，阿波羅尼奧斯（西元前262年–前190年）提出均輪與本輪的概念。按照這概念，行星的本身繞行的軌跡為一個圓圈，而這個圓圈的圓心又循著另一個圓圈的軌跡繞行；如此這般一個搭著一個，就像兒童樂園裏的咖啡杯遊戲一樣。任意軌道可以用足夠數量、仔細設定的本輪來模擬，因為這方法對應於現代的傅立葉變換。大約350年後，托勒密編纂出《天文學大成》。在這本書裏，他發展出來的系統能夠比美那時代最準確的天文觀測。托勒密採用亞里斯多德的地心學說來解釋自己發展出來的系統。地心學說強調行星只能運行於以地球為圓心的同心圓球面。之後的一千多年，學術界公認這是最正確的宇宙模型。
在16世紀，由於天文學家第谷·布拉赫和物理學家約翰內斯·克卜勒的共同努力，研究出許多關於行星運動的科學理論。經過多年披星戴月、不眠不休地細心觀測，第谷獲得許多非常準確的行星運動數據。第谷慷慨無私地將這些數據托付給克卜勒，使他能夠專心研究這些數據，因而推論出關於行星運動的克卜勒定律。根據這定律，在太陽系裏，各個行星繞著太陽（不是地球）公轉；這公轉軌道的形狀是橢圓形，而不是本輪形。克卜勒第二定律和第三定律更給出具體的預測數值：在相等時間內，太陽和公轉中的行星的連線所掃過的面積都是相等的（稱此連線為行星的「連心線」）；繞著太陽的各個行星，其公轉周期的平方與其橢圓軌道的半長軸的立方成正比。後來，更準確的觀測又顯示出，由於拱點進動，橢圓的長軸也會隨著時間演進而緩慢地旋轉。軌道近拱點和遠拱點分別是行星的公轉軌道離橢圓焦點（力中心點）最近或最遠的位置，又共稱為拱點。對於繞著太陽的行星的公轉軌道，近日點和遠日點都是拱點。
大約80年後，於1687年，牛頓發表了《自然哲學的數學原理》。在這本巨著裏，牛頓創建的物理理論能夠完全解釋克卜勒的三條定律。這理論建構於牛頓運動定律和牛頓萬有引力定律。牛頓提出，任意兩個物體彼此之間相互作用的重力是一種連心力，大小與這兩個物體各自的質量乘積成正比，與這兩個物體之間的距離平方成反比。從他的運動定律來論述，感受到這種作用力的任意粒子的軌道是圓錐曲線，更明確地說，假若這軌道不延伸至無窮遠，則必會呈橢圓形。可是，這結論只成立於當系統裏只有兩個物體（二體問題）的案例。在牛頓之後已有幾百年了，雖然科學家能夠找到一些特別案例的解答，像歐拉三體問題的解答，三個或三個以上的物體因為相互的重力作用而呈現的運動（三體問題、多體問題）仍舊無解。牛頓建議，由於太陽的重力是主掌的作用力，足以掩蓋其它作用力，取至一階近似，其它行星的影響可以被忽略，因此，行星繞著太陽的公轉軌道大約為橢圓形。同理，月亮繞著地球的橢圓形公轉軌道，所牽涉到的作用力，極大部分是地球重力，而太陽的重力和其它太陽系的天體的重力都可以被忽略。但是牛頓也表明，行星軌道和月球軌道的拱點進動是這些被忽略的作用力所造成的；特別是月球軌道的拱點進動是因為太陽重力的微擾效應所產生的現象。
牛頓旋轉軌道定理是牛頓第一次嘗試研究拱點進動的成果。根據這定理，增添某種連心力（立方反比力）可以使得公轉軌道繞著力中心點旋轉，能夠將繞著力中心點公轉的粒子的角速度乘以因子{\displaystyle k\,\!}，同時保持粒子的徑向運動不變。但是，這定理局限於某種特定的作用力，某種無關緊要的作用力；一些平方反比微擾作用（例如，其它行星施加的作用力）似乎不太可能會恰巧地合併成一個立方反比力。為了使得他的定理能夠應用於其它種類的作用力，聰明絕頂的牛頓發覺，在近圓形軌道的極限，任意連心力{\displaystyle F(r)\,\!}的最佳近似值乃是一個立方反比力。這解答牽涉到一種低離心率橢圓軌道；在太陽系裏，大多數軌道都是這種軌道。為了找到這近似值，牛頓發展出一種無窮級數，可以視為泰勒展開的前驅。這近似使得牛頓能夠估算任意連心力的進動率。牛頓用這近似來檢測各種各樣造成月亮軌道的拱點進動的作用力模型。但是月亮運動軌道問題錯綜複雜，牛頓心有餘而力不足，無法給出一個準確的月亮軌道的拱點進動的重力模型。後來，亞歷克西斯·克萊羅於1747年研究出一個比較準確的模型。19世紀末期，喬治·希爾、歐尼斯特·布朗（Ernest Brown）、查爾斯-尤斤·德朗奈又分別發展出幾種月球運動的分析模型。
牛頓旋轉軌道定理不僅可以解釋拱點進動，其涉及的範圍極為廣博。這定理能夠描述將立方反比力增添於任意連心力{\displaystyle F(r)\,\!}會產生的效應；這連心力{\displaystyle F(r)\,\!}可能不是像牛頓的萬有引力或庫侖力般的簡單的平方反比作用力，而是相當複雜的未知力。如同數學概述章節表明，這定理便利地簡化了經典力學軌道問題：在分析粒子的運動軌道時，不需先行考慮立方反比力，就可以計算分別表達徑向運動和角運動的軌道方程式{\displaystyle r(t)\,\!}、{\displaystyle \theta (t)\,\!}；然後，通過將粒子的角速度乘以因子{\displaystyle k\,\!} ,就可以計算出來這立方反比力對於角速度的效應：
{\displaystyle \omega _{2}=k\omega _{1}\,\!}；
其中，{\displaystyle \omega _{1}\,\!}和{\displaystyle \omega _{2}\,\!}分別為增添立方反比力之前和之後的角速度。

## 數學概述
設定一個感受到任意連心力{\displaystyle F_{1}(r)\,\!}、質量為{\displaystyle m\,\!}的移動中的粒子，由於其運動為平面運動，粒子的位置可以以極坐標{\displaystyle (r,\theta _{1})\,\!}表示。設定極坐標系的原點於力中心點。隨著時間的演進，移動於軌道的粒子的極坐標是時間{\displaystyle t\,\!}的函數{\displaystyle (r(t),\theta _{1}(t))\,\!}。
設定另一個感受到連心力{\displaystyle F_{2}(r)\,\!}、質量為{\displaystyle m\,\!}的移動中的粒子，徑向運動也是{\displaystyle r(t)\,\!}，但是角速度是第一個粒子的{\displaystyle k\,\!}倍；也就是說，兩個粒子的角坐標的關係式為{\displaystyle \theta _{2}(t)=k\theta _{1}(t)\,\!}。牛頓表明，增添一個立方反比連心力，將這連心力與{\displaystyle F_{1}(r)\,\!}共同施加於第二個粒子，就可得到想要的運動：
{\displaystyle F_{2}(r)=F_{1}(r)+{\frac {L_{1}^{2}}{mr^{3}}}\left(1-k^{2}\right)\,\!}；
其中，{\displaystyle L_{1}\,\!}是第一個粒子的角動量，是連心力的一個運動常數（守恆量）。
稱這方程式為「增力方程式」。假設{\displaystyle k^{2}>1\,\!}，{\displaystyle F_{2}(r)-F_{1}(r)<0\,\!}，則增添的立方反比力是吸引力，如同圖1、圖4中，綠行星額外感受到的吸引力。明顯對比，假設{\displaystyle k^{2}<1\,\!}，{\displaystyle F_{2}(r)-F_{1}(r)>0\,\!}，則增添的立方反比力是排斥力，如同圖5、圖10中，綠行星額外感受到的排斥力，和圖1、圖4、圖5中，紅行星額外感受到的排斥力。

### 粒子運動路徑的改變
增添立方反比力會使得粒子的運動路徑也有所改變。由於主要目標是要了解徑向變量和角變量之間的關係，所以不需考慮徑向運動和角運動對於時間的關係。為了達到這目標，不限制角變量必須在{\displaystyle 0\,\!}至{\displaystyle 2\pi \,\!}之間；隨著粒子一圈又一圈地繞著力中心點公轉，角變量可以無定限地遞增。例如，假設粒子繞著力中心點公轉兩圈，然後繞到初始位置，其終結角度不等於初始角度，而是增加了2×360° = 720°。角變量正式定義為角速度的積分：
{\displaystyle \theta _{1}(t)\equiv \int _{0}^{t}\omega _{1}(t')\ dt'\,\!}、
{\displaystyle \theta _{2}(t)\equiv \int _{0}^{t}\omega _{2}(t')\ dt'\,\!}；
其中，{\displaystyle \omega _{1}\,\!}和{\displaystyle \omega _{2}\,\!}分別為第一個粒子和第二個粒子的角速度。
假設第一個粒子的路徑表示為{\displaystyle r=g(\theta _{1})\,\!}，則因為{\displaystyle \theta _{2}=k\theta _{1}\,\!}，第二個粒子的路徑應該表示為{\displaystyle r=g(\theta _{2}/k)\,\!}。例如，令第一個粒子的橢圓路徑為
{\displaystyle {\frac {1}{r}}=A+B\cos \theta _{1}\,\!}；
其中，{\displaystyle A\,\!}和{\displaystyle B\,\!}都是常數。
那麼，第二個粒子的路徑應為
{\displaystyle {\frac {1}{r}}=A+B\cos \left({\frac {\theta _{2}}{k}}\right)\,\!}。

## 軌道進動
按照增力方程式，假設{\displaystyle k\,\!}接近{\displaystyle 1\,\!}，但不等於{\displaystyle 1\,\!}，則第二個軌道會與第一個軌道很相像，但是第二個軌道會繞著力中心點旋轉，稱這現象為「軌道進動」（參閱圖3）。假若{\displaystyle k>1\,\!}，則軌道進動方向與粒子公轉方向相同（參閱圖3）；假若{\displaystyle k<1\,\!}，則軌道進動方向與粒子公轉方向相反。
雖然在圖3裏，進動中的軌道似乎是以角速度常數在均勻地旋轉，這只成立於圓形軌道。假設軌道的旋轉速度為{\displaystyle \Omega \,\!}，則第二個粒子公轉的角速度比第一個粒子快{\displaystyle \Omega \,\!}；換句話說，兩個粒子公轉的角速度滿足方程式{\displaystyle \omega _{2}=\omega _{1}+\Omega \,\!}。注意到牛頓旋轉軌道定理表明，兩個粒子公轉的角速度的關係式為{\displaystyle \omega _{2}=k\omega _{1}\,\!}。因此，軌道的旋轉速度為{\displaystyle \Omega =(k-1)\omega _{1}\,\!}；只當{\displaystyle \omega _{1}\,\!}為常數時，{\displaystyle \Omega \,\!}也是常數。但是，根據角動量守恆定律，{\displaystyle \omega _{1}\,\!}隨著徑向距離{\displaystyle r\,\!}改變，與{\displaystyle r^{2}\,\!}成反比：
{\displaystyle \omega _{1}={\frac {L_{1}}{mr^{2}}}\,\!}。
所以只當徑向距離{\displaystyle r\,\!}為常數時，{\displaystyle \omega _{1}\,\!}才會是常數；也就是說，當軌道呈圓形時，{\displaystyle \omega _{1}\,\!}才會是常數。對於其它案例，{\displaystyle \omega _{1}\,\!}和{\displaystyle \Omega \,\!}都不是常數。

## 簡易範例：科茨螺線

圖6：移動於藍直線的藍粒子的徑向距離隨著角度而改變，按照方程式；其中，是最近會遇距離（撞擊參數，以紅線段表示）。

圖7：幾條外螺線分別對應於為2/3（紅色）、1.0（黑色）、1.5（綠色）、3.0（青綠色）、6.0（藍色）。當時，立方反比力是排斥力；當時，立方反比力是吸引力。

圖8：潘索螺線（雙曲餘弦螺線）對應於等於0，等於1.0（綠色）、3.0（青綠色）、6.0（藍色）。

舉一個最簡單的範例來解釋牛頓旋轉軌道定理。當沒有任何作用力施加於第一個粒子時，也就是說，當{\displaystyle F_{1}(r)=0\,\!}時，第一個粒子呈靜止狀態或移動於直線路徑。假設這粒子移動於直線路徑（圖6的藍線），而且不經過極坐標系的原點（黃色圓點），則此粒子的路徑方程式為
{\displaystyle {\frac {1}{r}}={\frac {1}{b}}\cos \ (\theta _{1}-\theta _{0})\,\!}；
其中{\displaystyle b\,\!}是最近會遇距離（撞擊參數，以紅線段表示），{\displaystyle (r,\theta _{1})\,\!}是粒子的極坐標，{\displaystyle \theta _{0}\,\!}是粒子的徑向距離為最近會遇距離時的角度。
當{\displaystyle \Delta \theta =\theta _{1}-\theta _{0}=-90^{\circ }\,\!}時，粒子的徑向距離{\displaystyle r\,\!}為無窮遠。隨著粒子朝著{\displaystyle \Delta \theta \,\!}單調遞增的方向移動，徑向距離{\displaystyle r\,\!}會單調遞減。當粒子移動到{\displaystyle \Delta \theta =0^{\circ }\,\!}時，徑向距離{\displaystyle r\,\!}等於最近會遇距離{\displaystyle b\,\!}，也就是撞擊參數，定義為從原點到直線路徑的垂直距離。然後，隨著粒子朝著{\displaystyle \Delta \theta \,\!}單調遞增的方向繼續移動，徑向距離{\displaystyle r\,\!}會改為單調遞增。當{\displaystyle \Delta \theta =90^{\circ }\,\!}時，粒子的徑向距離{\displaystyle r\,\!}又變得無窮遠。
設定立方反比力{\displaystyle F_{2}(r)\,\!}的形式為
{\displaystyle F_{2}(r)={\frac {\mu }{r^{3}}}\,\!}；
其中常數{\displaystyle \mu \,\!}可能是正值（排斥力）或負值（吸引力）。
在這範例裏，{\displaystyle F_{2}(r)\,\!}就是增添的作用力。從增力方程式，可以得到
{\displaystyle \mu ={\frac {L_{1}^{2}}{m}}(1-k^{2})\,\!}。
假設，將這立方反比力{\displaystyle F_{2}(r)\,\!}施加於粒子，則牛頓旋轉軌道定理表明，對應的曲線路徑解答是一種科茨螺線，以方程式定義為</ref>
{\displaystyle {\frac {1}{r}}\ {\stackrel {def}{=}}\ {\frac {1}{b}}\cos \ \left({\frac {\theta _{2}-\theta _{0}}{k}}\right)\,\!}；
其中，{\displaystyle k\,\!}是常數，以方程式定義為{\displaystyle k^{2}\ {\stackrel {def}{=}}\ 1-{\frac {m\mu }{L_{1}^{2}}}\,\!}。
當{\displaystyle k^{2}\,\!}是正實數時，解答是外螺線。當{\displaystyle \Delta \theta =\theta _{2}-\theta _{0}=\pm k\times 90^{\circ }\,\!}時，其餘弦趨向於零，徑向距離趨向於無窮遠。因此，當{\displaystyle k<1\,\!}時，容許角度的值域變小，作用力為排斥力（圖7的紅曲線）；而當{\displaystyle k>1\,\!}時，容許角度的值域變大，作用力為吸引力。（圖7的綠曲線、青綠曲線、藍曲線）。因為容許角度的值域變大，粒子的軌道可能會捲繞力中心點幾圈，然後趨向無窮遠。參數{\displaystyle k\,\!}的可能值為從零到無窮大，對應於{\displaystyle \mu \,\!}從負無窮大到最大正值{\displaystyle L_{1}^{2}/m\,\!}。因此，如圖7展示，對於每一種立方反比吸引力（{\displaystyle \mu <0\,\!}），以及有些立方反比排斥力（{\displaystyle 0<\mu <L_{1}^{2}/m\,\!}），都存在有對應的外螺線軌道。
按照前面{\displaystyle k\,\!}的定義式，假設{\displaystyle k^{2}\,\!}是負數，則{\displaystyle k\,\!}是虛數，餘弦函數解答變成雙曲餘弦解答：
{\displaystyle {\frac {1}{r}}={\frac {1}{b}}\cosh \ \left({\frac {\theta _{2}-\theta _{0}}{\lambda }}\right)\,\!}；
其中{\displaystyle \lambda \,\!}是正實數，{\displaystyle \lambda ^{2}\ {\stackrel {def}{=}}\ {\frac {m\mu }{L_{1}^{2}}}-1=-k^{2}\,\!}。
這是科茨螺線的另一種曲線，對應於兩種潘索螺線中的一種曲線（如圖8所示）。{\displaystyle \lambda \,\!}的可能值為從零到無窮大，對應於{\displaystyle \mu \,\!}值大於{\displaystyle {\frac {L_{1}^{2}}{m}}\,\!}。所以，只有當施加的立方反比排斥力的{\displaystyle \mu \,\!}超過正值底限時，才會出現潘索螺線運動。
取{\displaystyle k\,\!}或{\displaystyle \lambda \,\!}趨向於零的極限，可以得到第三種形式的科茨螺線解答，稱為倒數螺線或雙曲螺線，以方程式表示：
{\displaystyle {\frac {1}{r}}=A\theta _{2}+\varepsilon \,\!}；
其中{\displaystyle A\,\!}和{\displaystyle \varepsilon \,\!}是任意常數。
當施加的排斥力{\displaystyle F_{2}(r)\,\!}的參數{\displaystyle \mu \,\!}恰巧地與角動量-質量項目保持平衡時，就會出現雙曲螺線運動：
{\displaystyle \mu ={\frac {L_{1}^{2}}{m}}\,\!}。

## 閉合軌道和立方反比連心力

圖9：值為1（藍色）、2（洋紅色）、3（綠色）的幾條諧和軌道。藍軌道和綠軌道的動畫展示於圖4。

在各種各樣的連心力之中，有兩種連心力的性質比較特別：一種連心力與距離呈線性關係，{\displaystyle F=Cr\,\!}，例如虎克定律；另一種連心力與距離平方呈反比關係，{\displaystyle F=C/r^{2}\,\!}，例如牛頓萬有引力定律和庫侖定律。一個移動中的粒子，假設感受到這兩種之中任何一種作用力，而且缺乏足夠能量移動到無窮遠，則當回到初始位置時，其速度永遠是初始速度。換句話說，一個束縛粒子的路徑必定是閉合路徑，其運動會不停地重複，不論其初始位置或初始速度。伯特蘭定理表明，對於其它種類的連心力，這性質不成立；通常而言，當一個粒子回到初始位置時，其速度不等於初始速度。
但是牛頓旋轉軌道定理表明，對於一個感受到線性作用力或平方反比作用力的移動中的粒子，假設再增添立方反比力於此粒子，只要因子{\displaystyle k\,\!}是有理數，則粒子的軌道仍舊是閉合軌道。根據增力方程式，增添的立方反比力{\displaystyle \Delta F(r)={\frac {\mu }{r^{3}}}\,\!}為
{\displaystyle \Delta F(r)=F_{2}(r)-F_{1}(r)={\frac {L_{1}^{2}}{mr^{3}}}\left(1-k^{2}\right)\,\!}。
所以，{\displaystyle k^{2}=1-{\frac {m\mu }{L_{1}^{2}}}\,\!}。 
由於{\displaystyle k\,\!}是有理數，{\displaystyle k\,\!}可以寫為分數{\displaystyle m/n\,\!}；其中，{\displaystyle m\,\!}和{\displaystyle n\,\!}都是整數。對於這案例，增添立方反比力使得粒子完成{\displaystyle m\,\!}圈公轉的時間等於原本完成{\displaystyle n\,\!}圈公轉的時間。這種產生閉合軌道的方法不違背伯特蘭定理，因為，增添的立方反比力跟粒子的初始速度有關。

圖10：值為1（藍色）、1/2（洋紅色）、1/3（綠色）的次諧和軌道。藍軌道和綠軌道的動畫展示於圖5。

諧和軌道與次諧和軌道都是閉合軌道。假若{\displaystyle k\,\!}為整數，則稱閉合軌跡為「諧和軌道」；也就是說，假若方程式{\displaystyle k=m/n\,\!}中的{\displaystyle n=1\,\!}。例如，假若{\displaystyle k=3\,\!}（圖1和圖4裏的綠行星，圖9裏的綠軌道），則形成的軌道是原本軌道的第三諧和。假若{\displaystyle k\,\!}為整數的倒數，則稱閉合軌跡為「次諧和軌道」；也就是說，假若方程式{\displaystyle k=m/n\,\!}中的{\displaystyle m=1\,\!}。例如，假若{\displaystyle k=1/3\,\!}（圖5裏的綠行星，圖10裏的綠軌道），則形成的軌道是原本軌道的第三次諧和。雖然這些軌道不常出現於大自然，它們可以幫助解釋牛頓旋轉軌道定理。

## 近圓形軌道極限
在《自然哲學的數學原理》，第一冊命題45裏，牛頓應用他的旋轉軌道定理發展出一套新方法，能夠尋找出主掌行星運動的作用力定律。克卜勒發覺大多數行星和月球的軌道似乎是橢圓形的，這些橢圓的長軸可以從天文測量數據中準確地計算出來。長軸定義為連接近拱點（離力中心點最近距離點）和遠拱點（離力中心點最遠距離點）的直線段。例如，水星軌道的長軸定義為連接其近日點和遠日點的直線。經過一段時間，由於其它星體的重力微擾、吸引體的扁球形狀（oblateness in the attracting body）、廣義相對論效應和其它效應，大多數行星軌道的長軸會緩慢地旋轉。這現象稱為拱點進動，看起來好像整個軌道在緩慢地旋轉。通常來說，行星每完成一個公轉，長軸旋轉的角度不多過幾度，有時候會是相當微小。但是，只要等待足夠長久時間，長軸旋轉的角度可以很容易地被測量出來。牛頓的新方法就是應用這拱點進動來偵測行星感受到的是哪種作用力。
牛頓旋轉軌道定理只描述增添立方反比連心力會造成的效應。但是靠著限制公轉軌道為近圓形軌道，像低軌道離心率的橢圓軌道（{\displaystyle \epsilon \ \leq 10\%\,\!}），牛頓成功地將他的定理延伸而推導出牛頓拱點進動定理。使用這定理，可以計算出任意連心力{\displaystyle F(r)\,\!}的徑向距離參數{\displaystyle r\,\!}的指數。
從橢圓軌道的力中心點指向近拱點的向量稱為「近拱向量」，指向遠拱點的向量稱為「遠拱向量」；「拱角」{\displaystyle \alpha \,\!}則為近拱向量與遠拱向量之間的夾角角度。假設橢圓軌道是靜止不動的，則粒子繞著力中心點公轉，從一個拱點繞動到另一個拱點，拱角角度為{\displaystyle 180^{\circ }\,\!}；對於拱點進動現象，橢圓軌道的長軸會緩慢地旋轉，橢圓軌道也一同旋轉，拱角角度可能不等於{\displaystyle 180^{\circ }\,\!}。牛頓拱點進動定理闡明，對於近圓形軌道，假若連心力遵守冪定律{\displaystyle F(r)=r^{n-3}\,\!}，則拱角遵守拱角方程式：
{\displaystyle \alpha =180^{\circ }/{\sqrt {n}}\,\!}。
在太陽系裏的八個行星軌道中，有七個是低軌道離心率的橢圓軌道。牛頓又將他的定理應用於水星，軌道離心率大約為21%。牛頓更明確地建議，他的定理或許可以應用於哈雷彗星，軌道離心率大約為97%。

### 定量公式
為了簡化方程式，牛頓以新函數{\displaystyle C(r)\,\!}來表達任意連心力{\displaystyle F_{2}(r)\,\!}：
{\displaystyle F_{2}(r)={\frac {C(r)}{Rr^{3}}}\,\!}；
其中，{\displaystyle R\,\!}是用來近似近圓形軌道的橢圓形軌道的半正焦弦。
牛頓將{\displaystyle C(r)\,\!}展開為徑向距離{\displaystyle r\,\!}的級數（這方法後來知為泰勒展開），認定級數的立方項目為增添的立方反比力{\displaystyle \Delta F(r)\,\!}，這樣，就可以給出近圓形軌道角速度的標度因子{\displaystyle k\,\!} ：
{\displaystyle {\frac {1}{k^{2}}}=\left({\frac {R}{C}}\right)\left.{\frac {dC}{dr}}\right|_{r=R}\,\!}。
換句話說，這任意連心力{\displaystyle F_{2}(r)\,\!}的一部分{\displaystyle \Delta F(r)\,\!}使得角運動增加角速度為{\displaystyle k\,\!}倍，同時不顯著地影響徑向運動。對於平方反比力，粒子的運動軌道是閉合軌道，{\displaystyle \alpha _{1}\,\!}等於{\displaystyle 180^{\circ }\,\!}；近拱向量與遠拱向量同線。按照方程式{\displaystyle \theta _{2}=k\theta _{1}\,\!}，對於任意連心力{\displaystyle F(r)\,\!}，其拱角{\displaystyle \alpha _{2}\,\!}等於{\displaystyle k\times 180^{\circ }\,\!}。

### 範例
牛頓舉出三個例子來說明他的公式。在前兩個例子裏，連心力遵守冪定律{\displaystyle F(r)=r^{n-3}\,\!}，{\displaystyle C(r)\,\!}與{\displaystyle r^{n}\,\!}成正比。按照前面的公式，可以推導出角運動被乘以因子{\displaystyle k=1/{\sqrt {n}}\,\!}。所以，拱角{\displaystyle \alpha \,\!}符合拱角方程式：
{\displaystyle \alpha =180^{\circ }/{\sqrt {n}}\,\!}。
回想前面所述，軌道的旋轉速度為{\displaystyle \Omega =(k-1)\omega _{1}\,\!}。假設粒子從一個拱點繞動到另一個拱點，需要時間{\displaystyle T\,\!}，則軌道或軌道長軸會旋轉{\displaystyle \Omega T=(k-1)\omega _{1}T=(k-1)180^{\circ }\,\!}角度。
- 對於像牛頓萬有引力定律一類的平方反比定律，{\displaystyle k=1\,\!}，拱角{\displaystyle \alpha \,\!}等於{\displaystyle 180^{\circ }\,\!}，橢圓軌道的旋轉角度為{\displaystyle 0^{\circ }\,\!}，橢圓軌道是固定不動的。

- 對於像虎克定律一類的線性連心力關係，{\displaystyle k=0.5\,\!}，拱角{\displaystyle \alpha \,\!}等於{\displaystyle 90^{\circ }\,\!}，橢圓軌道的旋轉角度為{\displaystyle -90^{\circ }\,\!}，橢圓軌道會往反方向旋轉{\displaystyle 90^{\circ }\,\!}。

用來衡量作用力定律的距離冪，拱角是一個的優良的指示量。牛頓就是用這指示量來偵測連心力的種類。在《自然哲學的數學原理》，第三冊裏，牛頓因此推斷太陽施加於行星的作用力是平方反比力；他又推斷地球施加於月球的作用力也是平方反比力，天文觀測到的進動誤差是由太陽重力造成的。可是，牛頓無法給出一個準確的重力模型來描述月亮軌道的拱點進動。
在第三個例子裏，牛頓計算兩個冪定律的疊和：
{\displaystyle C(r)\propto ar^{m}+br^{n}\,\!}；
其中，{\displaystyle a\,\!}和{\displaystyle b\,\!}都是係數常數，{\displaystyle m\,\!}和{\displaystyle n\,\!}都是指數常數。
對於這案例，角速度增加的倍數為
{\displaystyle k={\sqrt {\frac {a+b}{am+bn}}}\,\!}。
所以，拱角{\displaystyle \alpha \,\!}為
{\displaystyle \alpha ={\sqrt {\frac {a+b}{am+bn}}}\times 180^{\circ }\,\!}。
這兩個公式（冪定律和冪疊加定律）為牛頓研究月球拱點進動的重要工具。

## 月球軌道的進動

月球的運動比其它行星更為複雜，主要是因為地球和太陽的重力互相競爭。

使用精密的儀器，經過細心地勘測，可以準確地獲得月球運動的數據。分析這些數據，天文學家發覺，月球的運動比其它行星的運動更為複雜。古希臘天文學家喜帕恰斯和托勒密注意到月球軌道有許多週期性的變化，像軌道離心率的小振動、軌道面與黃道面之間的軌道傾角的小規模振動。這些振動通常發生頻率為每月一次或每月兩次。拱點線緩慢地進動，週期大約為8.85年，而交點線（軌道面與黄道面的交集）旋轉一週期需要大約雙倍時間18.6年。這事實解釋了蝕大約為18年的週期，稱為沙羅週期。但是，這兩條線的運動都會經歷到月時間尺寸的小規模變動。
1673年，傑雷米亞·霍羅克斯發表了一個相當準確的月亮運動模型，月亮被認為是依循著一條進動中的橢圓軌道公轉。假若能夠有一個足夠準確又簡單的預測月亮運動的方法，則計算船隻位置的經度的航海問題應該可以迎刃而解。月球直徑大約為30角分。在牛頓那年代，目標是預測月亮位置至誤差不大於2角分，即地球經度的{\displaystyle 1^{\circ }\,\!}誤差。霍羅克斯模型能夠預測月亮位置至誤差不大於10角分。
月亮繞著地球公轉的拱角觀測值大約為{\displaystyle 181^{\circ }31'30''\,\!}。為了解釋月亮的拱點進動，牛頓想出兩種方法來應用牛頓旋轉軌道定理。第一，不採用平方反比定律為重力定律的形式，替而代之，採用指數是{\displaystyle 2.0165\,\!}的冪定律為重力定律的形式，就可以給出一個合理的拱點進動解釋：
{\displaystyle F(r)=-{\frac {GMm}{r^{2.0165}}}\,\!}。
1894年，阿薩夫·霍爾將這方程式加以改良，使這方程式更為精確。從計算得到的結果，他能夠解釋水星軌道的異常進動，于尔班·勒威耶於1859年觀測到的現象。然而，歐尼斯特·布朗（Ernest Brown）於1903年發展出的月球運動說（lunar theory），只根據平方反比形式的牛頓萬有引力定律，就能夠準確地預測月亮的位置，因此徹底地推翻了霍爾的理論。對於月球軌道進動，現代科學認可的解釋涉及了廣義相對論，取至第一近似，這理論增添了一個四次方反比連心力，即與徑向距離的四次方成反比的連心力。
第二，牛頓建議，太陽對於月亮運動的微擾影響，或許可以近似為額外的線性作用力：
{\displaystyle F(r)={\frac {A}{r^{2}}}+Br\,\!}；
其中，{\displaystyle r\,\!}是月亮與地球之間的距離，{\displaystyle A\,\!}和{\displaystyle B\,\!}都是係數常數。
這方程式右手邊的第一個項目對應於月亮與地球之間互相吸引的重力，第二個項目代表太陽的重力施加於地球-月亮系統的平均微擾力。假設地球被一團均勻密度的圓球狀灰塵雲包圍，也會出現這樣的作用力。應用近圓形軌道的{\displaystyle k\,\!}的計算公式，牛頓證明這定律無法解釋月球進動，因為這定律預測的拱角為{\displaystyle 180^{\circ }45'44''\,\!}，月球每公轉一圈，長軸會旋轉{\displaystyle 1.5^{\circ }\,\!}是觀測值的一半。

## 推廣
於1687年，牛頓發表了他的定理，即《自然哲學的數學原理》，第一冊命題43至命題45。但是，如同天文物理學家學家錢德拉塞卡在他的1995年關於這本巨著的評論中指出，已經過了三個世紀，這理論仍舊鮮為人知，有待發展。
於2000年，瑪侯嵋與娃達共同發表了牛頓旋轉軌道定理的第一個推廣。他們假設第二個粒子的角運動是第一個粒子的{\displaystyle k\,\!}倍，{\displaystyle \theta _{2}=k\theta _{1}\,\!}。但是，與牛頓不同，他們不要求兩個粒子的徑向運動相同，{\displaystyle r_{2}=r_{1}\,\!}，而是要求兩個徑向運動的關係式為
{\displaystyle {\frac {1}{r_{2}(t)}}={\frac {a}{r_{1}(t)}}+b\,\!}；
其中，{\displaystyle a\,\!}和{\displaystyle b\,\!}都是常數。
這變換改變了粒子的路徑。假設第一個粒子的路徑寫為{\displaystyle r_{1}=g(\theta _{1})\,\!}，則第二個粒子的路徑寫為
{\displaystyle {\frac {ar_{2}}{1-br_{2}}}=g\left({\frac {\theta _{2}}{k}}\right)\,\!}。
假設第一個粒子感受到的作用力為{\displaystyle F_{1}(r)\,\!}，則第二個粒子感受到的作用力為
{\displaystyle F_{2}(r_{2})={\frac {a^{3}}{\left(1-br_{2}\right)^{2}}}F_{1}\left({\frac {ar_{2}}{1-br_{2}}}\right)+{\frac {L^{2}}{mr^{3}}}\left(1-k^{2}\right)-{\frac {bL^{2}}{mr^{2}}}\,\!}。
按照這方程式，將第一個作用力{\displaystyle F_{1}\,\!}標度化，改換其參數，然後再增添平方反比連心力和立方反比連心力，就可以得到第二個作用力{\displaystyle F_{2}\,\!}。
稍微比較一下，設定{\displaystyle a=1\,\!}和{\displaystyle b=0\,\!}，則這方程式約化為牛頓旋轉軌道定理的增力方程式，注意到{\displaystyle r_{1}=r_{2}\,\!}，符合牛頓旋轉軌道定理裏徑向運動保持不變的條件。對於這案例，原本的作用力沒有被標度化，參數保持不變，又增添了立方反比連心力，但增添的平方反比連心力等於零。還有，第二個粒子的路徑是{\displaystyle r_{2}=g(\theta _{2}/k)\,\!}，與第一個粒子的路徑相同。

## 導引

### 牛頓的導引
在牛頓的巨著《自然哲學的數學原理》第一冊的命題43至命題45裏，可以找到他的導引。這些導引大多數是建立於幾何學。

#### 命題43；問題30

示圖說明牛頓的導引。藍行星的橢圓軌道以虛線表示，綠行星的橢圓軌道以實線表示。兩個橢圓軌道共同享有焦點C（力中心點）。和都等於，而等於。相對於固定不動的虛線橢圓，實線橢圓旋轉了，等於。三個行星（藍，綠，紅）與力中心點的距離都等於。

物體移動於繞著力中心點旋轉的曲線，必定如同物體移動於固定不動的相同曲線。
詳細地解釋這句話，假設一條曲線{\displaystyle {\mathcal {C}}_{1}\,\!}繞著力中心點旋轉，另外一條同樣的曲線{\displaystyle {\mathcal {C}}_{2}\,\!}固定不動，則由於作用力為連心力，物體移動於曲線{\displaystyle {\mathcal {C}}_{1}\,\!}的運動，必定如同物體移動於曲線{\displaystyle {\mathcal {C}}_{2}\,\!}的運動。
牛頓的命題43導引依賴在《自然哲學的數學原理》裏已先行推導出來的命題2。命題2給出一種能夠查明一個粒子所感受到的合力是否為連心力的測驗：牛頓表明，一個作用力是連心力，若且維若，在相等時間內，粒子的連心線掃過的面積都是相等的。
牛頓的導引如下：
假設一粒子感受到任意連心力{\displaystyle {F}_{1}(r)\,\!}，安置極作標系的原點於力中心點，則粒子位置的徑向坐標和角坐標分別為{\displaystyle (r(t),\theta _{1}(t))\,\!}。在無窮小時間{\displaystyle dt\,\!}內，其連心線掃過的面積{\displaystyle dA_{1}\,\!}為
{\displaystyle dA_{1}={\frac {1}{2}}r^{2}d\theta _{1}\,\!}。
由於粒子感受到的作用力為連心力，根據牛頓命題2，在相等時間內，粒子的連心線掃過相等角度，即粒子的連心線掃過的面積速度為常數：
{\displaystyle {\frac {dA_{1}}{dt}}={\frac {1}{2}}r^{2}{\frac {d\theta _{1}}{dt}}=\mathrm {constant} \,\!}。
在拱點，離力中心點最近或最遠的位置，速度向量與徑向向量相互垂直，單位質量的角動量（表示為{\displaystyle h_{1}\,\!}）與常數面積速度的關係式為
{\displaystyle h_{1}={\frac {L_{1}}{m}}=rv_{1}=r^{2}{\frac {d\theta _{1}}{dt}}=2{\frac {dA_{1}}{dt}}\,\!}。
第二個粒子的軌道的徑向函數與第一個粒子完全相同，但角函數{\displaystyle \theta _{2}(t)\,\!}是第一個粒子的{\displaystyle k\,\!}倍：
{\displaystyle \theta _{2}(t)=k\theta _{1}(t)\,\!}。
第二個粒子的面積速度{\displaystyle h_{2}\,\!}是第一個粒子的面積速度乘以因子{\displaystyle k\,\!}：
{\displaystyle h_{2}=2{\frac {dA_{2}}{dt}}=r^{2}{\frac {d\theta _{2}}{dt}}=kr^{2}{\frac {d\theta _{1}}{dt}}=2k{\frac {dA_{1}}{dt}}=kh_{1}\,\!}。
由於{\displaystyle k\,\!}是常數，在相等時間內，第二個粒子的連心力也掃過相等面積。因此，根據命題2，第二個粒子所感受到的作用力也是連心力{\displaystyle F_{2}(r)\,\!}。這是命題43的結論。

#### 命題44
分別感受到兩個不同的作用力，一個物體移動於固定不動的軌道，如同另外一個物體移動於繞著力中心點旋轉的軌道，則這兩個作用力的差值與徑向距離的立方成反比。
為了能從原本連心力{\displaystyle F_{1}(r)\,\!}計算出新的連心力{\displaystyle F_{2}(r)\,\!}，牛頓應用幾何與向心加速度的定義來計算它們的差值{\displaystyle F_{2}(r)-F_{1}(r)\,\!}。他證明這差值與徑向距離的立方成反比：
{\displaystyle F_{2}(r)-F_{1}(r)={\frac {L_{1}^{2}-L_{2}^{2}}{mr^{3}}}\,\!}。
仔細分析一個移動中的粒子所感受到的徑向作用力{\displaystyle F_{r}\,\!}，這作用力可以分為兩部分，一部分給出牛頓第二定律的加速度項目{\displaystyle m{\ddot {r}}\,\!}，另一部分給出向心力項目{\displaystyle mv_{\theta }^{2}/r=mr{\dot {\theta }}^{2}\,\!}：
{\displaystyle F_{r}=m{\ddot {r}}+mr{\dot {\theta }}^{2}\,\!}。
此命題的兩個粒子的徑向距離相同，{\displaystyle r_{1}=r_{2}\,\!}，因此涉及加速度項目的那一部分相等，所以，這兩個粒子只感受到不同大小的向心力：
{\displaystyle F_{2}(r)-F_{1}(r)=mr{\dot {\theta }}_{1}^{2}-mr{\dot {\theta }}_{2}^{2}={\frac {L_{1}^{2}-L_{2}^{2}}{mr^{3}}}\,\!}。

#### 命題45；問題31
尋找近圓形軌道的拱點的運動。
在這命題裏，從他的旋轉軌道定理，牛頓推導出「牛頓拱點進動定理」：對於近圓形軌道，假若連心力遵守冪定律{\displaystyle F(r)=r^{n-3}\,\!}，則拱角遵守拱角方程式：
{\displaystyle \alpha =180^{\circ }/{\sqrt {n}}\,\!}。
牛頓拱點進動定理可以用來研究近圓形軌道。對於行星軌道和月亮迴繞地球的公轉軌道，這近似通常成立。這近似也使得牛頓能夠計算一些不同種類的連心力定律，不僅僅是平方反比定律或立方反比定律。
假設第一個粒子的軌道為橢圓軌道，則這粒子必定感受到平方反比力
{\displaystyle F_{1}(r)=\mu /r^{2}=-{\frac {L_{1}^{2}}{mRr^{2}}}\,\!}；
其中，{\displaystyle R=a(1-e^{2})\,\!}是半正焦弦，{\displaystyle a\,\!}是半長軸，{\displaystyle e\,\!}是橢圓離心率。
將這公式代入命題44的方程式，可以得到
{\displaystyle F_{2}(r)={\frac {R(L_{1}^{2}-L_{2}^{2})-rL_{1}^{2}}{mRr^{3}}}\,\!}。
對於近圓形軌道，將徑向距離近似為 
{\displaystyle r\approx r_{max}-\Delta r\,\!}；
其中，{\displaystyle r_{max}=a(1+e)\,\!}是遠拱距，{\displaystyle \Delta r\,\!}是偏差，設定為超小於遠拱距。
牛頓以新函數{\displaystyle C(r)\,\!}來表達任意連心力{\displaystyle F_{2}(r)\,\!}，並且將{\displaystyle C(r)\,\!}展開為{\displaystyle r\,\!}的級數，取至{\displaystyle \Delta r\,\!}的一階：
{\displaystyle F_{2}(r)={\frac {C(r)}{Rr^{3}}}\approx {\frac {C(r_{max})-C^{\prime }(r_{max})\Delta r}{Rr^{3}}}\approx {\frac {R(L_{1}^{2}-L_{2}^{2})-(r_{max}-\Delta r)L_{1}^{2}}{mRr^{3}}}\,\!}。
匹配零階項目。這時，可以將{\displaystyle r_{max}\,\!}近似為{\displaystyle R\,\!}：
{\displaystyle C(r_{max})=[R(L_{1}^{2}-L_{2}^{2})-r_{max}L_{1}^{2}]/m\approx -RL_{2}^{2}/m\,\!}。
再匹配一階項目：
{\displaystyle C^{\prime }(r_{max})=-L_{1}^{2}/m\,\!}。
綜合這兩個方程式，可以得到近圓形軌道角速度的標度因子{\displaystyle k\,\!}的方程式：
{\displaystyle \left({\frac {R}{C}}\right)\left.{\frac {dC}{dr}}\right|_{r=R}={\frac {L_{1}^{2}}{L_{2}^{2}}}={\frac {1}{k^{2}}}\,\!}。
以方程式表達連心力為{\displaystyle F_{2}(r)=\mu /r^{3-n}\,\!}，則{\displaystyle C(r)=\mu r^{n}\,\!}，標度因子為{\displaystyle k=1/{\sqrt {n}}\,\!}。
換句話說，假設第一個粒子感受到平方反比力{\displaystyle F_{2}(r)=\mu /r^{2}\,\!}，而第二個粒子感受到任意連心力{\displaystyle F_{2}(r)=\mu /r^{3-n}\,\!}，則第二個粒子角速度為第一個粒子角速度的{\displaystyle k\,\!}倍，第一個粒子的拱角為{\displaystyle \alpha _{1}=180^{\circ }\,\!}，第二個粒子的拱角為{\displaystyle \alpha _{2}=k\times 180^{\circ }\,\!}。總結，拱角方程式為
{\displaystyle \alpha =180^{\circ }/{\sqrt {n}}\,\!}。

### 現代導引
愛德蒙·惠特克（E. T. Whittaker）和錢德拉塞卡都曾經分別發表過有關於牛頓旋轉軌道定理的現代導引。

#### 增力方程式
假設，第二個粒子的角速度{\displaystyle \omega _{2}\,\!}是第一個粒子的角速度{\displaystyle \omega _{1}\,\!}的{\displaystyle k\,\!}倍：
{\displaystyle \omega _{2}={\frac {d\theta _{2}}{dt}}=k{\frac {d\theta _{1}}{dt}}=k\omega _{1}\,\!}。
由於兩個粒子的徑向行為{\displaystyle r(t)\,\!}相同，兩個粒子的守恆角動量{\displaystyle L_{1}\,\!}、{\displaystyle L_{2}\,\!}之間的關係為因子{\displaystyle k\,\!}：
{\displaystyle L_{2}=mr^{2}\omega _{2}=mr^{2}k\omega _{1}=kL_{1}\,\!}。
一个運動於連心勢{\displaystyle V(r)\,\!}的粒子的拉格朗日量等於其動能减去連心勢：
{\displaystyle {\mathcal {L}}(r,\theta )={\frac {m}{2}}\left({\dot {x}}^{2}+{\dot {y}}^{2}\right)-V(r)={\frac {m}{2}}\left({\dot {r}}^{2}+r^{2}{\dot {\theta }}^{2}\right)-V(r)\,\!}；
其中，{\displaystyle (x,y)\,\!}是粒子的直角坐標。
其拉格朗日方程式為
{\displaystyle m{\ddot {r}}-mr{\dot {\theta }}^{2}-F(r)=0\,\!}、
{\displaystyle {\frac {d}{{d}t}}(mr^{2}{\dot {\theta }})=0\,\!}；
其中，{\displaystyle F(r)=-\ {\frac {\partial V(r)}{\partial r}}\,\!}為連心力。
移動於連心勢{\displaystyle V(r)\,\!}的粒子的徑向運動方程式乃是由拉格朗日方程式給出：
{\displaystyle m{\frac {d^{2}r}{dt^{2}}}-mr\omega ^{2}=m{\frac {d^{2}r}{dt^{2}}}-{\frac {L^{2}}{mr^{3}}}=F(r)\,\!}。
分別應用徑向運動方程式於這兩個粒子，
{\displaystyle m{\frac {d^{2}r}{dt^{2}}}=F_{1}(r)+{\frac {L_{1}^{2}}{mr^{3}}}=F_{2}(r)+{\frac {L_{2}^{2}}{mr^{3}}}=F_{2}(r)+{\frac {k^{2}L_{1}^{2}}{mr^{3}}}\,\!}；
其中，{\displaystyle F_{1}(r)\,\!}、{\displaystyle F_{2}(r)\,\!}分別為作用於第一個粒子和第二個粒子的連心力。
稍加編排，可以得到增力方程式：
{\displaystyle F_{2}(r)=F_{1}(r)+{\frac {L_{1}^{2}}{mr^{3}}}\left(1-k^{2}\right)\,\!}。
這兩個連心力之間的關係式的內涵，可以解釋為，角速度（或等價地，角動量）的不同造成了向心力需求的不同；為了滿足這需求，徑向力必須增添一個立方反比力。
牛頓旋轉軌道定理可以等價地以勢能來表達，徑向力方程式以勢能寫為
{\displaystyle -\ {\frac {dV_{2}}{dr}}=-\ {\frac {dV_{1}}{dr}}+{\frac {L_{1}^{2}}{mr^{3}}}\left(1-k^{2}\right)\,\!}
對於徑向距離{\displaystyle r\,\!} 積分，牛頓旋轉軌道定理表明，增添一個平方反比連心勢於任意給定的勢能{\displaystyle V_{1}(r)\,\!}，可以使角速度增快為{\displaystyle k\,\!}倍：
{\displaystyle V_{2}(r)=V_{1}(r)+{\frac {L_{1}^{2}}{2mr^{2}}}\left(1-k^{2}\right)\,\!}。

#### 拱角方程式
粒子的徑向方程式為
{\displaystyle m{\frac {d^{2}r}{dt^{2}}}-{\frac {L^{2}}{mr^{3}}}=F(r)\,\!}。
注意到{\displaystyle L=mr^{2}{\dot {\theta }}\,\!}，對於時間的導數與對於角度的導數之間的關係式為
{\displaystyle {\frac {d}{dt}}={\frac {L}{mr^{2}}}\ {\frac {d}{d\theta }}\,\!}。
設定徑向距離的倒數{\displaystyle u=1/r\,\!}，變量代換，稍加運算，可以得到粒子路徑的不含時微分方程式：
{\displaystyle {\frac {d^{2}u}{d\theta ^{2}}}+u=-\ {\frac {mF(1/u)}{L^{2}u^{2}}}\,\!}。
以方程式表達連心力為{\displaystyle F=\mu u^{3-n}\,\!}，將這代入路徑微分方程式：
{\displaystyle {\frac {d^{2}u}{d\theta ^{2}}}+u=-\ {\frac {m\mu }{L^{2}}}u^{1-n}\,\!}。
將近圓形軌道近似為橢圓軌道，{\displaystyle u=[1+\epsilon \,\cos(\theta /k)]/R\,\!}；其中，{\displaystyle R\,\!}是橢圓軌道的半正焦弦，{\displaystyle \epsilon \,\!}是離心率。假設{\displaystyle \epsilon <<1\,\!}，取至{\displaystyle \epsilon \,\!}的一次方，
{\displaystyle -{\frac {\epsilon }{k^{2}R}}\ \cos(\theta /k)+{\frac {1}{R}}+{\frac {\epsilon }{R}}\ \cos(\theta /k)\approx {\frac {m\mu }{L^{2}R^{1-n}}}\left[1+(1-n)\epsilon \,\cos(\theta /k)\right]\,\!}。
注意到零次方項目，{\displaystyle 1-{\frac {m\mu R^{n}}{L^{2}}}=0\,\!}，所以{\displaystyle L^{2}=m\mu R^{n}\,\!}。剩下的方程式簡化為
{\displaystyle -{\frac {\epsilon }{k^{2}}}\ \cos(\theta /k)+\epsilon \,\cos(\theta /k)\approx (1-n)\epsilon \,\cos(\theta /k)\,\!}。
為了要滿足這方程式，必須設定{\displaystyle k^{2}=1/n\,\!}。那麼，路徑方程式為
{\displaystyle u=[1+\epsilon \,\cos(\theta /k)]/R\,\!}。
拱點是徑向距離{\displaystyle r\,\!}為極值之點，{\displaystyle u\,\!}對於角度{\displaystyle \theta \,\!}的導數等於零。因此，{\displaystyle \theta /k=N\pi \,\!}；其中；{\displaystyle N\,\!}是整數。所以，近拱向量與遠拱向量之間的夾角角度為　
{\displaystyle \theta =k\pi =k\times 180^{\circ }=180^{\circ }/{\sqrt {n}}\,\!}
稱這為拱角方程式。進一步計算，可以得到更精確的結果
{\displaystyle k=\left[1+{\frac {(1-n)(4-n)}{24}}\epsilon ^{2}\right]/{\sqrt {n}}\,\!}。

## 參閱
- 多體問題
- 克卜勒問題
- 拉普拉斯-龍格-冷次向量
- 伯特蘭定理
- 廣義相對論中的克卜勒問題